# Artur Avila
Artur Ávila Cordeiro de Melo (nascut el 29 de juny del 1979) és un matemàtic brasiler i francès que treballa en els camps dels sistemes dinàmics i la teoria espectral. Ha estat un dels guardonats amb la Medalla Fields el 2014.
Amb 17 anys, Ávila va guanyar la medalla d'or a la Olimpiada International de Matematiques el 1995 i va rebre una beca per anar a l'Instituto Nacional de Matemática Pura e Aplicada, on va obtenir el seu doctorat quan tenia 21 anys. Més tard, com a professional en recerca matemàtica, el 2006 va rebre la medalla de bronze de CNRS, així com el Premi Salem, i va ser un Clay Research Fellow. El 2008 va ser guardonat amb un dels deu prestigiosos premis de la Societat Europea de Matemàtiques, i el 2009 va guanyar el Premi Herbrand de l'Acadèmia Francesa de les Ciències. Va ser un dels conferenciants al Congrés Internacional de Matemàtics del 2010.
El 2011 va ser guardonat amb el Premi Michael Brin. El 2012 va rebre el Guardó Early Career de l'Associació Internacional de Física Matemàtica i, el 2014, la Medalla Fields.